# Finnsäter
Finnsäter (jämtska: Finnset) är en by i Offerdals distrikt (Offerdals socken) i Krokoms kommun, Jämtlands län. Byn ligger mellan Rönnöfors och Jänsmässholmen och är bland annat känd för förekomst av  offerdalsskiffer, vilken bryts av Skifferbolaget AB. 
Strax söder om Finnsäter finns en cirkelsåg från 1900-talets början. Längs Finnån finns Finnåfallet. Vid fallet syns finnsäterskiffern, som fortfarande bryts i en bergtäkt söder om Finnsäter, som öppnade 1949.
Runt Finnsäter finns många fäbodar, där bönder från Jämtlandssocknarna Rödön, Näskott, Alsen och Offerdal tidigare hade sina kor, får och getter på somrarna. Närmaste fjäll är Önrun, 856 meter över havet.